# ماساكي كاتو
ماساكي كاتو (باليابانية: 加藤 正明) (مواليد 22 ديسمبر 1958)، هو لاعب كرة قدم ياباني سابق كان يلعب كلاعب وسط. سبق له أن لعب مع منتخب اليابان.

## وصلات خارجية
- ماساكي كاتو على موقع ناشيونال فوتبول تيمز (الإنجليزية)

- National Football Teams
- Japan National Football Team Database